# Margaret Atwood
Margaret Eleanor Atwood CH CC OOnt FRSC FRSL (* 18. November 1939 in Ottawa) ist eine kanadische Schriftstellerin und Dichterin. Sie schreibt Romane, Essays, Kurzgeschichten und Lyrik. Zu ihren bekanntesten Werken gehören Der Report der Magd (verfilmt als Die Geschichte der Dienerin) und Der blinde Mörder sowie Geschichten aus dem Bereich der Science-Fiction. Sie wurde unter anderem mit dem Booker Prize und dem Friedenspreis des Deutschen Buchhandels ausgezeichnet.

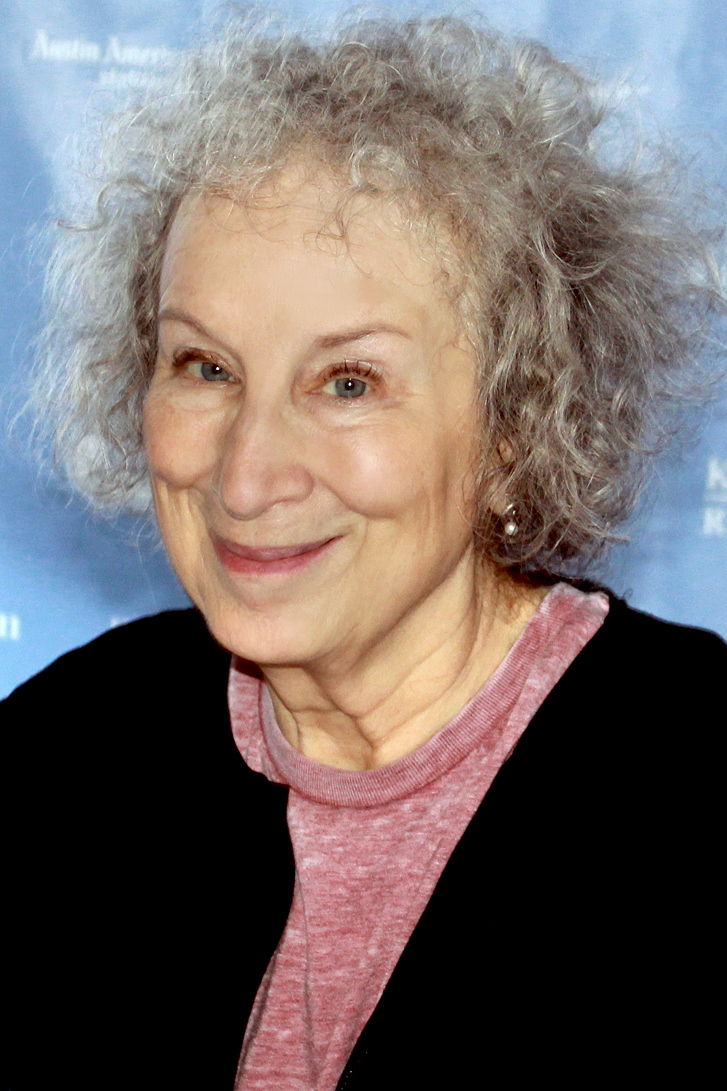
Margaret Atwood (2015)

## Leben und Werk
Margaret Atwood verbrachte ihre frühe Kindheit in Ottawa, Québec und Ontario. 1946 nahm ihr Vater, ein Entomologe, eine Stelle an der University of Toronto an, wo sie bis zu ihrem Collegeabschluss am Victoria College lebte. Nach einem Studium der englischen Sprache und Literatur an der University of Toronto und dem Radcliffe College der Harvard University, das sie 1962 mit dem Master abschloss, lehrte sie ab 1964 als Literaturwissenschaftlerin an verschiedenen Universitäten. Sie lebte in den USA, im Vereinigten Königreich, in Frankreich, Italien und Deutschland. Heute lebt sie in Toronto. Nach der Scheidung von ihrem ersten Ehemann im Jahr 1973 lebte sie mit dem Ornithologen und Schriftsteller Graeme Gibson (1934–2019) zusammen und bekam mit ihm eine Tochter (* 1976).
Parallel zu ihrer Lehrtätigkeit veröffentlichte sie eigene literarische Arbeiten; zunächst wurde sie vor allem als Lyrikerin, später auch als Literaturkritikerin wahrgenommen. 1969 erschien ihr erster Roman Die eßbare Frau (The Edible Woman). Bekannt geworden ist sie vor allem durch den Roman Der Report der Magd (The Handmaid’s Tale), der 1985 mit dem Governor General’s Award for Fiction ausgezeichnet wurde und 1990 von Volker Schlöndorff als Die Geschichte der Dienerin verfilmt wurde. Auch zahlreiche Kurzgeschichten trugen zu Atwoods Bekanntwerden bei. Sie interessiert sich für kanadische Geschichte und Literatur. 1981 erhielt sie den kanadischen Molson Prize. 1988 wurde sie in die American Academy of Arts and Sciences gewählt. 2010 wurde sie als Fellow in die Royal Society of Literature und 2015 als auswärtiges Ehrenmitglied in die American Academy of Arts and Letters aufgenommen. Ihre Arbeiten wurden in mehr als dreißig Sprachen, darunter Persisch, Japanisch und Türkisch, übersetzt.

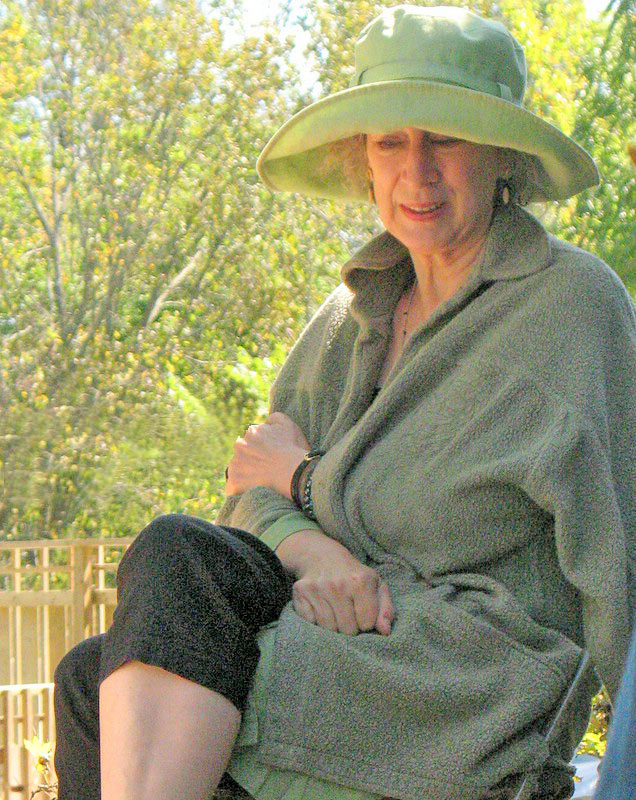
Margaret Atwood (2006)

Atwood thematisiert häufig in ihren Romanen, oft auch in Form von Science-Fiction-Geschichten, die Stellung der Frau in der Gesellschaft, setzt sich aber auch mit anderen aktuellen gesellschaftlichen Problemen sowie Umweltfragen auseinander. Unter anderem setzt sie sich öffentlich für Maßnahmen gegen die globale Erwärmung ein. Sie vertritt dabei die Auffassung, dass Begriffe wie „globale Erwärmung“ und „Klimawandel“ den Sachverhalt verharmlosen würden, und verwendet stattdessen den Begriff Klimakrise.
Atwood ordnet ihre Werke in das Genre der „Speculative Fiction“ ein. Dazu sagte sie: „Für mich gehört das Label Science Fiction zu Büchern über Dinge, die wir noch nicht tun können, wie etwa Reisen durch Wurmlöcher zu anderen Universen, während Speculative Fiction Werke bezeichnet, die sich mit Mitteln auseinandersetzen, die wir bereits anwenden, wie etwa den genetischen Fingerabdruck und Kreditkarten, und die auf dem Planeten Erde handeln.“ Allerdings würden die Begriffe häufig nicht trennscharf unterschieden und phantastische Literatur gebe allgemein die Möglichkeit, Themen auf eine Art zu erforschen, die in realistischer Literatur nicht möglich sei.
Für ihren Roman Der blinde Mörder (The Blind Assassin) erhielt Atwood im Jahr 2000 den Booker Prize und 2001 den Hammett Prize des North American Branch of the International Association of Crime Writers (IACW/NA). 2008 wurde sie in Spanien für ihr Lebenswerk mit dem Prinz-von-Asturien-Preis geehrt. Für ihr Gesamtwerk wurde sie 2009 mit dem Nelly-Sachs-Preis der Stadt Dortmund ausgezeichnet.
Atwood gehörte zu den 560 Autorinnen und Autoren, die im Dezember 2013 eine Erklärung veröffentlichten, in der Selbstbestimmung über persönliche Daten gefordert wurde. Hintergrund war die NSA-Affäre.
2015 übergab Margaret Atwood das bisher unveröffentlichte Manuskript Scribble Moon dem Projekt Future Library der schottischen Künstlerin Katie Paterson. Sie ist die erste Autorin, von der in diesem Rahmen Texte unveröffentlicht bis zum Jahr 2114 in der Deichmanske bibliotek in Oslo verwahrt werden sollen. Jedes Jahr sollen weitere Texte von unterschiedlichen Autoren dazukommen, die dann alle gemeinsam nach Ablauf der Wartefrist veröffentlicht werden.
Im Jahr 2016 erhielt Atwood einen National Book Critics Circle Award für ihr Lebenswerk. Am 13. Juni 2017 wurde ihr vom Börsenverein des Deutschen Buchhandels der Friedenspreis des Deutschen Buchhandels verliehen. Die Auszeichnungsurkunde wurde ihr am 15. Oktober 2017 in der Frankfurter Paulskirche durch Heinrich Riethmüller überreicht; die Laudatio hielt Eva Menasse. Am 17. Oktober 2017 wurde Atwood mit dem Franz-Kafka-Literaturpreis ausgezeichnet. Die Zeuginnen, Atwoods 15 Jahre nach der Handlung von Der Report der Magd ansetzende Fortsetzung, gewann 2019 den Booker Prize gemeinsam mit Bernardine Evaristos Roman Girl, Woman, Other. Auch stellte sie mit ihrer insgesamt sechsten Shortlist-Nominierung für den britischen Literaturpreis den Rekord von Iris Murdoch ein.
Atwood war von Mai 1981 bis Mai 1982 Präsidentin der Writers’ Union of Canada, von 1984 bis 1986 Präsidentin des kanadischen P.E.N.-Zentrums (englischsprachige Sektion) und ist derzeit eine der Vizepräsidenten des PEN International. Sie ist Ehrenpräsidentin der Rare Bird Society innerhalb von BirdLife International.

## Auszeichnungen
- 1966 Governor General’s Award für The Circle Game
- 1981 Companion of the Order of Canada
- 1981 Guggenheim Fellowship
- 1985 Governor General’s Award für The Handmaid’s Tale
- 1986 Los Angeles Times Fiction Award
- 1987 American Humanist Association Humanist of the Year
- 1987 Arthur C. Clarke Award für The Handmaid’s Tale in der Kategorie „Science Fiction Novel“
- 1988 Foreign Honorary Member der American Academy of Arts and Sciences
- 1989 Canadian Booksellers Association Author of the Year
- 1989 Outstanding Canadian Award – Armenian Community Centre of Toronto
- 1991 Trillium Book Award
- 1993 Trillium Book Award
- 1994 Chevalier des Ordre des Arts et des Lettres
- 1999 Helmerich Award des Tulsa Library Trust
- 1995 Trillium Book Award
- 2000 Booker Prize
- 2007 Kenyon Review Award for Literary Achievement
- 2008 Prinzessin-von-Asturien-Preis
- 2010 Nelly Sachs Preis
- 2010 Dan-David-Preis
- 2010 Fellow der Royal Society of Literature
- 2012 Queen Elizabeth II Diamond Jubilee Medal
- 2012 Los Angeles Times Book Prize Innovator’s Award
- 2013 Goodreads Choice Award für MaddAddam in der Kategorie „Science Fiction“
- 2015 Goldmedaille der Royal Canadian Geographical Society
- 2016 The Kitschies für The Heart Goes Last in der Kategorie „Red Tentacle (Best Novel)“
- 2016 Goldener Kranz der Abende der Poesie in Struga
- 2017 Franz-Kafka-Preis
- 2017 Friedenspreis des Deutschen Buchhandels
- 2017 Aufnahme in die Science Fiction Hall of Fame
- 2017 Aurora Award für Angel Catbird, Volume One in der Kategorie „Graphic Novel – English“
- 2019 Lorne Pierce Medal für Literatur der Royal Society of Canada
- 2019 Order of the Companions of Honour
- 2019 Booker Prize (neben Bernardine Evaristo)
- 2019 Goodreads Choice Awards für The Testaments in der Kategorie „Fiction“
- 2020 Kurd-Laßwitz-Preis für Die Zeuginnen
- 2020 Richard C. Holbrooke Distinguished Achievement Award für ihr Lebenswerk[17]
- 2020 British Academy President’s Medal[18]
- 2021 Bundesverdienstkreuz 1. Klasse

## Bibliografie

### Serien und Zyklen
The Handmaid’s Tale
- 1 The Handmaid’s Tale (1985)
  - Deutsch: Der Report der Magd. Übersetzt von Helga Pfetsch. Claassen, 1987, ISBN 3-546-41084-X.
- 2 The Testaments (2019)
  - Deutsch: Die Zeuginnen. Übersetzt von Monika Baark. Berlin, 2019, ISBN 978-3-8270-1404-7.

MaddAddam
- 1 Oryx and Crake (2003)
  - Deutsch: Oryx und Crake. Übersetzt von Barbara Lüdemann. Berlin, 2003, ISBN 3-8270-0014-9.
- 2 The Year of the Flood (2009)
  - Deutsch: Das Jahr der Flut. Übersetzt von Monika Baark (als Monika Schmalz). Berlin-Verlag #884, 2009, ISBN 978-3-8270-0884-8.
- 3 MaddAddam (2013)
  - Deutsch: Die Geschichte von Zeb. Übersetzt von Monika Baark (als Monika Schmalz). Berlin-Verlag #1172, 2014, ISBN 978-3-8270-1172-5.
- MaddAddam Trilogy (2014)

### Romane
- The Edible Woman (1969)
  - Deutsch: Die eßbare Frau. Übersetzt von Werner Waldhoff. Claassen, 1985, ISBN 3-546-41087-4[19]
- Surfacing (1972)
  - Deutsch: Der lange Traum. Übersetzt von Reinhild Böhnke. Claassen, Düsseldorf 1979, ISBN 3-546-41101-3. Auch als: Strömung. Mit einer Nachbemerkung von Gabriele Bock. Übersetzt von Reinhild Böhnke. Reclams Universal-Bibliothek #788, Leipzig 1979, DNB 800131975[19]
- Lady Oracle (1976)
  - Deutsch: Lady Orakel. Übersetzt von Werner Waldhoff. Claassen, Düsseldorf 1984, ISBN 3-546-41103-X[19]
- Bodily Harm (1984)
  - Deutsch: Verletzungen. Übersetzt von Werner Waldhoff. Claassen, Düsseldorf 1982, ISBN 3-546-41104-8.
- Life Before Man (1987)
  - Deutsch: Die Unmöglichkeit der Nähe. Übersetzt von Werner Waldhoff. Claassen, Düsseldorf 1980, ISBN 3-546-41102-1.
- Cat’s Eye (1989)
  - Deutsch: Katzenauge. Übersetzt von Charlotte Franke. S. Fischer, Frankfurt am Main 1991, ISBN 3-10-001104-X.
- The Robber Bride (1993)
  - Deutsch: Die Räuberbraut. Übersetzt von Brigitte Walitzek. S. Fischer, 1994, ISBN 3-10-001108-2.
- Alias Grace (1997)
  - Deutsch: Alias Grace. Übersetzt von Brigitte Walitzek. Berlin-Verlag, Berlin 1996, ISBN 3-8270-0012-2.
- The Blind Assassin (2000)
  - Deutsch: Der blinde Mörder. Übersetzt von Brigitte Walitzek. Berlin, 2000, ISBN 3-8270-0013-0.
- The Penelopiad (2005)
  - Deutsch: Die Penelopiade. Übersetzt von Malte Friedrich. Berlin, 2005, ISBN 3-8270-0449-7.
    - Deutsch: Penelope und die zwölf Mägde, Übersetzer Marcus Ingenday und Sabine Hübner, verschiedene Erzähler, Regisseur Marlene Breuer, Der Hörverlag, München 2022, DNB-LINK, auch als Druck-Ausgabe verfügbar: ISBN 978-3-8445-4709-2.
- Moral Disorder (2006)
  - Deutsch: Moralische Unordnung. Übersetzt von Malte Friedrich. Berlin-Verlag, 2008, ISBN 978-3-8270-0709-4.
- The Heart Goes Last (2015)
  - Deutsch: Das Herz kommt zuletzt. Übersetzt von Monika Baark. Berlin-Verlag #1335, 2017, ISBN 978-3-8270-1335-4.
- Hag Seed (2016)
  - Deutsch: Hexensaat. Übersetzt von Brigitte Heinrich. Albrecht Knaus Verlag, 2017, ISBN 978-3-641-16143-9.

### Sammlungen
Erzählungen
- The Journals of Susanna Moodie (1970)
- Procedures for Underground (1970)
- Dancing Girls and Other Stories (1977)
  - Deutsch: Unter Glas. Übersetzt von Helga Pfetsch. Claassen, Düsseldorf 1986, ISBN 3-546-41085-8.
- Bluebeard’s Egg (1983; auch: Bluebeard’s Egg and Other Stories, 1987)
  - Deutsch: Der Salzgarten. Short stories. Übersetzt von Charlotte Franke. S. Fischer, Frankfurt am Main 1994, ISBN 3-10-001105-8.
- Murder in the Dark (1983)
  - Deutsch: Die Giftmischer. Horror-Trips und Happy-Ends. Übersetzt von Anna Kamp. Claassen, Düsseldorf 1985, ISBN 3-546-41086-6.
- Interlunar (1984)
- Surfacing / Life Before Man / The Handmaid’s Tale (1990, Sammelausgabe)
- Wilderness Tips (1991)
  - Deutsch: Tips für die Wildnis. Short stories. Übersetzt von Charlotte Franke. S. Fischer, Frankfurt am Main 1991, ISBN 3-10-001106-6.
- Good Bones (1992)
  - Deutsch: Gute Knochen. Übersetzt von Brigitte Walitzek. Berlin-Verlag, Berlin 1992, ISBN 3-8270-0010-6.
- Boner and Murder (1995)
- Power Politics (1996)
- Good Bones and Simple Murders (2001)
- The Tent (2006)
  - Deutsch: Das Zelt. Mit Zeichnungen der Autorin. Übersetzt von Malte Friedrich. Berlin 2006, ISBN 3-8270-0015-7.
- Moralische Unordnung (2008)
- Stone Mattress: Nine Tales (2014; auch: Stone Mattress. Nine Wicked Tales, 2015)
  - Deutsch: Die steinerne Matratze. Übersetzt von Monika Baark. Berlin 2016, ISBN 978-3-8270-1318-7.
- Old babes in the wood. Stories (2023)
  - Deutsch: Hier kommen wir nicht lebend raus. Storys. Übersetzt von Monika Baark. Berlin Verlag, Berlin 2024, ISBN 978-3-8270-1474-0.

Deutsche Zusammenstellungen:
- Polarities. Selected stories. Reclam, Stuttgart 1994, ISBN 3-15-009008-3.

Gedichte
- Double Persephone (1961)
- The Circle Game (1964)
- Expeditions (1965)
- Speeches for Doctor Frankenstein (1966)
- The Animals in That Country (1968)
- The Journals of Susanna Moodie (1970)
- Procedures for Underground (1970)
- Power Politics (1971)
- You Are Happy (1974, enthält Song of the Worms)
- Selected Poems (1976)
- Two-Headed Poems (1978)
- True Stories (1981)
  - Deutsch: Wahre Geschichten : Gedichte. Übersetzt von Astrid Arz. Claassen, Düsseldorf 1984, ISBN 3-546-41089-0.
- Love Songs of a Terminator (1983)
- Snake Poems (1983)
- Interlunar (1984)
- Selected Poems II: 1976–1986 (1987)
- Selected Poems 1966–1984 (1990)
- Morning in the Burned House (1995)
  - Deutsch: Ein Morgen im verbrannten Haus : Gedichte. Übersetzt von Beatrice Howeg. Berlin-Verlag, Berlin 1996, ISBN 3-8270-0011-4.
- Eating Fire: Selected Poems, 1965–1995 (1998)
- The Door (2007)
  - Deutsch: Die Tür. Übersetzt von Monika Baark. Berlin, 2014, ISBN 978-3-8270-1221-0.
- Dearly (2020)
  - Zweisprachige Ausgabe: Innigst / Dearly. Übersetzt von Jan Wagner. Berlin-Verlag, Berlin 2022, ISBN 978-3-8270-1468-9.

Deutsche Ausgabe:
- Die Füchsin : Gedichte 1965-1995. Übersetzt von Ann Cotten, Jan Wagner, Ulrike Draesner, Monika Rinck, Kerstin Preiwuß, Dagmara Kraus, Elisabeth Plessen, Christian Filips und Alissa Walser. Berlin Verlag, Berlin 2020, ISBN 978-3-8270-1386-6.

### Kurzgeschichten
1977
- Dancing Girls (1977, in: Margaret Atwood: Dancing Girls and Other Stories)
- Giving Birth (1977, in: Margaret Atwood: Dancing Girls and Other Stories)
- The Grave of the Famous Poet (1977, in: Margaret Atwood: Dancing Girls and Other Stories)
- Hair Jewellery (1977, in: Margaret Atwood: Dancing Girls and Other Stories)
- Lives of the Poets (1977, in: Margaret Atwood: Dancing Girls and Other Stories)
- The Man from Mars (1977, in: Margaret Atwood: Dancing Girls and Other Stories)
- Polarities (1977, in: Margaret Atwood: Dancing Girls and Other Stories)
- Rape Fantasies (1977, in: Margaret Atwood: Dancing Girls and Other Stories)
- The Resplendent Quetzal (1977, in: Margaret Atwood: Dancing Girls and Other Stories)
- Training (1977, in: Margaret Atwood: Dancing Girls and Other Stories)
- A Travel Piece (1977, in: Margaret Atwood: Dancing Girls and Other Stories)
- Under Glass (1977, in: Margaret Atwood: Dancing Girls and Other Stories)
- The War in the Bathroom (1977, in: Margaret Atwood: Dancing Girls and Other Stories)
- When It Happens (1977, in: Margaret Atwood: Dancing Girls and Other Stories)

1982
- Betty (1982, in: Margaret Atwood: Dancing Girls and Other Stories)
- The Sin Eater (1982, in: Margaret Atwood: Dancing Girls and Other Stories)

1983
- Bluebeard’s Egg (1983, in: Margaret Atwood: Bluebeard’s Egg)
- Hurricane Hazel (1983, in: Margaret Atwood: Bluebeard’s Egg)
- Loulou; or, The Domestic Life of the Language (1983, in: Margaret Atwood: Bluebeard’s Egg)
- The Salt Garden (1983, in: Margaret Atwood: Bluebeard’s Egg)
- Scarlet Ibis (1983, in: Margaret Atwood: Bluebeard’s Egg)
- Significant Moments in the Life of My Mother (1983, in: Margaret Atwood: Bluebeard’s Egg)
- Spring Song of the Frogs (1983, in: Margaret Atwood: Bluebeard’s Egg)
- The Sunrise (1983, in: Margaret Atwood: Bluebeard’s Egg)
- Uglypuss (1983, in: Margaret Atwood: Bluebeard’s Egg)
- Unearthing Suite (1983, in: Margaret Atwood: Bluebeard’s Egg)
- Autobiography (1983, in: Margaret Atwood: Murder in the Dark)
- Before the War (1983, in: Margaret Atwood: Murder in the Dark)
- Boyfriends (1983, in: Margaret Atwood: Murder in the Dark)
- The Boys’ Own Annual, 1911 (1983, in: Margaret Atwood: Murder in the Dark)
- Bread (1983, in: Margaret Atwood: Murder in the Dark)
- Everlasting (1983, in: Margaret Atwood: Murder in the Dark)
- Fainting (1983, in: Margaret Atwood: Murder in the Dark)
- Hand (1983, in: Margaret Atwood: Murder in the Dark)
- Happy Endings (1983, in: Margaret Atwood: Murder in the Dark)
- Him (1983, in: Margaret Atwood: Murder in the Dark)
- Hopeless (1983, in: Margaret Atwood: Murder in the Dark)
- Horror Comics (1983, in: Margaret Atwood: Murder in the Dark)
- Iconography (1983, in: Margaret Atwood: Murder in the Dark)
- Instructions for the Third Eye (1983, in: Margaret Atwood: Murder in the Dark)
- Liking Men (1983, in: Margaret Atwood: Murder in the Dark)
- Making Poison (1983, in: Margaret Atwood: Murder in the Dark)
- Murder in the Dark (1983, in: Margaret Atwood: Murder in the Dark)
- Mute (1983, in: Margaret Atwood: Murder in the Dark)
- A Parable (1983, in: Margaret Atwood: Murder in the Dark)
- Raw Materials (1983, in: Margaret Atwood: Murder in the Dark)
- She (1983, in: Margaret Atwood: Murder in the Dark)
- Simmering (1983, in: Margaret Atwood: Murder in the Dark)
- Strawberries (1983, in: Margaret Atwood: Murder in the Dark)
- The Victory Burlesk (1983, in: Margaret Atwood: Murder in the Dark)
- Worship (1983, in: Margaret Atwood: Murder in the Dark)

1987
- In Search of the Rattlesnake Plantain (1987, in: Margaret Atwood: Bluebeard’s Egg and Other Stories)
- Freeforall (1987, in: Phyllis Gotlieb und Douglas Barbour (Hrsg.): Tesseracts 2)
- Walking on Water (1987, in: Margaret Atwood: Bluebeard’s Egg and Other Stories)
- The Whirlpool Rapids (1987, in: Margaret Atwood: Bluebeard’s Egg and Other Stories)

1990
- Death by Landscape (1990, in: Alberto Manguel (Hrsg.): The Oxford Book of Canadian Ghost Stories)
- Homelanding (1990, in: Candas Jane Dorsey und Gerry Truscott (Hrsg.): Tesseracts 3)

1991
- The Bog Man (in: Playboy, January 1991)
- The Age of Lead (1991, in: Margaret Atwood: Wilderness Tips)
- Hack Wednesday (1991, in: Margaret Atwood: Wilderness Tips)
- Hairball (1991, in: Margaret Atwood: Wilderness Tips)
- Isis in Darkness (1991, in: Margaret Atwood: Wilderness Tips)
- True Trash (1991, in: Margaret Atwood: Wilderness Tips)
- Uncles (1991, in: Margaret Atwood: Wilderness Tips)
- Weight (1991, in: Margaret Atwood: Wilderness Tips)
- Wilderness Tips (1991, in: Margaret Atwood: Wilderness Tips)

1992
- Shopping (1992, in: Lesley Choyce (Hrsg.): Ark of Ice: Canadian Futurefiction)
- Adventure Story (1992, in: Margaret Atwood: Good Bones)
- Alien Territory (1992, in: Margaret Atwood: Good Bones)
- An Angel (1992, in: Margaret Atwood: Good Bones)
- Bad News (1992, in: Margaret Atwood: Good Bones; auch: The Bad News, 2018)
  - Deutsch: Die schlechten Nachrichten. In: Moralische Unordnung. Berlin, 2008, ISBN 978-3-8270-0709-4.
- Cold-Blooded (1992, in: Margaret Atwood: Good Bones)
- Dance of the Lepers (1992, in: Margaret Atwood: Good Bones)
- Death Scenes (1992, in: Margaret Atwood: Good Bones)
- Epaulettes (1992, in: Margaret Atwood: Good Bones)
- The Female Body (1992, in: Margaret Atwood: Good Bones)
- Four Small Paragraphs (1992, in: Margaret Atwood: Good Bones)
- Gertrude Talks Back (1992, in: Margaret Atwood: Good Bones)
- Good Bones (1992, in: Margaret Atwood: Good Bones)
- Hardball (1992, in: Margaret Atwood: Good Bones)
- In Love with Raymond Chandler (1992, in: Margaret Atwood: Good Bones)
- Let Us Now Praise Stupid Women (1992, in: Margaret Atwood: Good Bones)
- The Little Red Hen Tells All (1992, in: Margaret Atwood: Good Bones)
- Making a Man (1992, in: Margaret Atwood: Good Bones)
- Men at Sea (1992, in: Margaret Atwood: Good Bones)
- My Life as a Bat (1992, in: Margaret Atwood: Good Bones)
- Poppies: Three Variations (1992, in: Margaret Atwood: Good Bones)
- Stump Hunting (1992, in: Margaret Atwood: Good Bones)
- Theology (1992, in: Margaret Atwood: Good Bones)
- There Was Once (1992, in: Margaret Atwood: Good Bones)
- Third Handed (1992, in: Margaret Atwood: Good Bones)
- Unpopular Gals (1992, in: Margaret Atwood: Good Bones)
- We Want It All (1992, in: Margaret Atwood: Good Bones)

2000
- The Elysium Lifestyle Mansions (2000, in: Philip Terry (Hrsg.): Ovid Metamorphosed)

2001
- The Boy’s Own Annual, 1911 (2001, in: Margaret Atwood: Good Bones and Simple Murders)
- Simple Murders (2001, in: Margaret Atwood: Good Bones and Simple Murders)

2004
- Lusus Naturae (2004, in: Michael Chabon (Hrsg.): McSweeney’s Enchanted Chamber of Astonishing Stories)
  - Deutsch: Lusus Naturae. In: Die steinerne Matratze. Berlin, 2016, ISBN 978-3-8270-1318-7.

2006
- The Animals Reject Their Names and Things Return to Their Origins (2006, in: Margaret Atwood: The Tent)
  - Deutsch: Die Tiere legen ihre Namen ab, und die Dinge kehren zu ihren Ursprüngen zurück. In: Margaret Atwood: Das Zelt. 2006.
- Bottle (2006, in: Margaret Atwood: The Tent)
  - Deutsch: Flasche. In: Margaret Atwood: Das Zelt. 2006.
- Bottle II (2006, in: Margaret Atwood: The Tent)
  - Deutsch: Flasche II. In: Margaret Atwood: Das Zelt. 2006.
- Bring Back Mom: An Invocation (2006, in: Margaret Atwood: The Tent)
  - Deutsch: Bringt Mom zurück: eine Beschwörung. In: Margaret Atwood: Das Zelt. 2006.
- But It Could Still (2006, in: Margaret Atwood: The Tent)
  - Deutsch: Aber es könnte immer noch. In: Margaret Atwood: Das Zelt. 2006.
- Chicken Little Goes Too Far (2006, in: Margaret Atwood: The Tent)
  - Deutsch: Chicken Little geht zu weit. In: Margaret Atwood: Das Zelt. 2006.
- Clothing Dreams (2006, in: Margaret Atwood: The Tent)
  - Deutsch: Kleiderträume. In: Margaret Atwood: Das Zelt. 2006.
- Eating the Birds (2006, in: Margaret Atwood: The Tent)
  - Deutsch: Vögel essen. In: Margaret Atwood: Das Zelt. 2006.
- Encouraging the Young (2006, in: Margaret Atwood: The Tent)
  - Deutsch: Die Jungen ermutigen. In: Margaret Atwood: Das Zelt. 2006.
- Faster (2006, in: Margaret Atwood: The Tent)
  - Deutsch: Schneller. In: Margaret Atwood: Das Zelt. 2006.
- Gateway (2006, in: Margaret Atwood: The Tent)
  - Deutsch: Torweg. In: Margaret Atwood: Das Zelt. 2006.
- Heritage House (2006, in: Margaret Atwood: The Tent)
  - Deutsch: Das Haus des Historischen Erbes. In: Margaret Atwood: Das Zelt. 2006.
- Horatio’s Version (2006, in: Margaret Atwood: The Tent)
  - Deutsch: Horatios Version. In: Margaret Atwood: Das Zelt. 2006.
- Impenetrable Forest (2006, in: Margaret Atwood: The Tent)
  - Deutsch: Der undurchdringliche Wald. In: Margaret Atwood: Das Zelt. 2006.
- It’s Not Easy Being Half-Divine (2006, in: Margaret Atwood: The Tent)
  - Deutsch: Eine Halbgöttin zu sein ist nicht so leicht. In: Margaret Atwood: Das Zelt. 2006.
- King Log in Exile (2006, in: Margaret Atwood: The Tent)
  - Deutsch: König Baumstamm im Exil. In: Margaret Atwood: Das Zelt. 2006.
- Life Stories (2006, in: Margaret Atwood: The Tent)
  - Deutsch: Lebensgeschichten. In: Margaret Atwood: Das Zelt. 2006.
- Nightingale (2006, in: Margaret Atwood: The Tent)
  - Deutsch: Nachtigall. In: Margaret Atwood: Das Zelt. 2006.
- No More Photos (2006, in: Margaret Atwood: The Tent)
  - Deutsch: Keine Fotos mehr. In: Margaret Atwood: Das Zelt. 2006.
- Orphan Stories (2006, in: Margaret Atwood: The Tent)
  - Deutsch: Waisengeschichten. In: Margaret Atwood: Das Zelt. 2006.
- Our Cat Enters Heaven (2006, in: Margaret Atwood: The Tent)
  - Deutsch: Unser Kater kommt in den Himmel. In: Margaret Atwood: Das Zelt. 2006.
- Plots for Exotics (2006, in: Margaret Atwood: The Tent)
  - Deutsch: Plots für Exoten. In: Margaret Atwood: Das Zelt. 2006.
- Post-Colonial (2006, in: Margaret Atwood: The Tent)
  - Deutsch: Postkolonial. In: Margaret Atwood: Das Zelt. 2006.
- Resources of the Ikarians (2006, in: Margaret Atwood: The Tent)
  - Deutsch: Ressourcen der Ikarianer. In: Margaret Atwood: Das Zelt. 2006.
- Salome Was a Dancer (2006, in: Margaret Atwood: The Tent)
  - Deutsch: Salome war eine Tänzerin. In: Margaret Atwood: Das Zelt. 2006.
- Something Has Happened (2006, in: Margaret Atwood: The Tent)
  - Deutsch: Es ist etwas geschehen. In: Margaret Atwood: Das Zelt. 2006.
- Take Charge (2006, in: Margaret Atwood: The Tent)
  - Deutsch: Übernehmen Sie. In: Margaret Atwood: Das Zelt. 2006.
- The Tent (2006, in: Margaret Atwood: The Tent)
  - Deutsch: Das Zelt. In: Margaret Atwood: Das Zelt. 2006.
- Three Novels I Won’t Write Soon (2006, in: Margaret Atwood: The Tent)
  - Deutsch: Drei Romane, die ich nicht so bald schreiben werde. In: Margaret Atwood: Das Zelt. 2006.
- Thylacine Ragout (2006, in: Margaret Atwood: The Tent)
  - Deutsch: Thylazin-Ragout. In: Margaret Atwood: Das Zelt. 2006.
- Time Folds (2006, in: Margaret Atwood: The Tent)
  - Deutsch: Die Zeit faltet. In: Margaret Atwood: Das Zelt. 2006.
- Tree Baby (2006, in: Margaret Atwood: The Tent)
  - Deutsch: Baumbaby. In: Margaret Atwood: Das Zelt. 2006.
- Voice (2006, in: Margaret Atwood: The Tent)
  - Deutsch: Die Stimme. In: Margaret Atwood: Das Zelt. 2006.
- Warlords (2006, in: Margaret Atwood: The Tent)
  - Deutsch: Kriegsherren. In: Margaret Atwood: Das Zelt. 2006.
- Winter’s Tales (2006, in: Margaret Atwood: The Tent)
  - Deutsch: Wintermärchen. In: Margaret Atwood: Das Zelt. 2006.

2008
- Die Kunst des Kochens und Auftragens (2008, in: Moralische Unordnung)
- Die Jungs vom Labor (2008, in: Moralische Unordnung)
- Die Wesenheiten (2008, in: Moralische Unordnung)
- Der kopflose Reiter (2008, in: Moralische Unordnung)
- Das Labrador-Fiasko (2008, in: Moralische Unordnung)
- Monopoly (2008, in: Moralische Unordnung)
- Meine letzte Herzogin (2008, in: Moralische Unordnung)
- Das andere Haus (2008, in: Moralische Unordnung)
- Das weiße Pferd (2008, in: Moralische Unordnung)

2009
- The Creeping Hand (2009, in: Susan Rich (Hrsg.): Half-Minute Horrors)

2011
- In Other Worlds: SF and the Human Imagination (2011; auch: Time Capsule Found on a Dead Planet)

2012
- Headlife (2012, in: Mort Castle und Sam Weller (Hrsg.): Shadow Show: All New Stories in Celebration of Ray Bradbury)
- Bearlift from Maddaddam, a Novel in Progress (2012, in: Arc 1.1: The Future Always Wins)

2014
- Alphinland (2014, in: Margaret Atwood: Stone Mattress: Nine Tales)
  - Deutsch: Alphinland. In: Die steinerne Matratze. 2016.
- Dark Lady (2014, in: Margaret Atwood: Stone Mattress: Nine Tales)
  - Deutsch: Dark Lady. In: Die steinerne Matratze. 2016.
- The Dead Hand Loves You (2014, in: Margaret Atwood: Stone Mattress: Nine Tales)
  - Deutsch: Die tote Hand liebt dich. In: Die steinerne Matratze. 2016.
- The Freeze-Dried Groom (2014, in: Margaret Atwood: Stone Mattress: Nine Tales)
  - Deutsch: Der gefriergetrocknete Bräutigam. In: Die steinerne Matratze. 2016.
- I Dream of Zenia with the Bright Red Teeth (2014, in: Margaret Atwood: Stone Mattress: Nine Tales)
  - Deutsch: Bezaubernde Zenia. In: Die steinerne Matratze. 2016.
- Revenant (2014, in: Margaret Atwood: Stone Mattress: Nine Tales)
  - Deutsch: Wiedergänger. In: Die steinerne Matratze. 2016.
- Stone Mattress (2014, in: Margaret Atwood: Stone Mattress: Nine Tales)
  - Deutsch: Die steinerne Matratze. In: Die steinerne Matratze. 2016.
- Torching the Dusties (2014, in: Margaret Atwood: Stone Mattress: Nine Tales)
  - Deutsch: Fackelt die Alten ab. In: Die steinerne Matratze. 2016.

2015
- The Eye of Heaven (2015, in: Caro Soles und Nancy Kilpatrick (Hrsg.): nEvermore!)

2017
- The Martians Claim Canada (in: Granta, 141, Autumn 2017)

2024
- Cut and Thrist
  - Deutsch: Hieb und Stich. Story. Übersetzt von Monika Baark. Berlin Verlag, Berlin 2025, ISBN 978-3-8270-1521-1.

### Sachliteratur
- Survival: A Thematic Guide to Canadian Literature (1972)
  - Deutsch: Survival : Ein Streifzug durch die kanadische Literatur. Übersetzt von Yvonne Eglinger. Berlin Verlag, Berlin 2021, ISBN 978-3-8270-1401-6.
- Days of the Rebels 1815–1840 (1977)
- Second Words: Selected Critical Prose (1982)
- Through the One-Way Mirror (1986)
- Strange Things: The Malevolent North in Canadian Literature (1996)
- Negotiating with the Dead: A Writer on Writing (2002)
- Moving Targets: Writing with Intent, 1982–2004 (2004)
- Curious Pursuits – Occasional Writing 1970-2005 (2005)
  - Deutsch: Aus Neugier und Leidenschaft : Gesammelte Essays. Übersetzt von Christiane Buchner, Claudia Max und Ina Pfitzner. Berlin Verlag, Berlin 2017, ISBN 978-3-8270-0666-0.
- Writing with Intent: Essays, Reviews, Personal Prose 1983–2005 (2005)
- Payback: Debt and the Shadow Side of Wealth (2008)
  - Deutsch: Payback : Schulden und die Schattenseiten des Wohlstands. Übersetzt von Bettina Abarbanell. Berlin-Verlag, Berlin 2008, ISBN 978-3-8270-0857-2.
- In Other Worlds: SF and the Human Imagination (2011)
- On Writers and Writing (2015)
- Burning Questions: Essays and Occasional Pieces 2004-2021. (2022)
  - Deutsch: Brennende Fragen. Übersetzt von Eva Regul, Jan Schönherr und Martina Tichyl. Berlin-Verlag, Berlin 2023, ISBN 978-3-8270-1473-3.

### Kinderbücher
- Up in the Tree (1978)
  - Deutsch: Hoch oben im Baum. Fischer-Taschenbuch-Verlag (Fischer #80001), Frankfurt am Main 1994, ISBN 3-596-80001-3.
- Anna's Pet (1980, mit Joyce C. Barkhouse)
- For the Birds (1990, mit Shelly Tanaka)
- Princess Prunella and the Purple Peanut (1995)
  - Deutsch: Prinzessin Prunella und die purpurne Pflaume. Bilder von Julia Ginsbach. Übersetzt von Edmund Jacoby. Gerstenberg, Hildesheim 1998, ISBN 3-8067-4268-5.
- Rude Ramsay and the Roaring Radishes (2003)
- Bashful Bob and Doleful Dorinda (2006)
- Wandering Wenda and Widow Wallop's Wunderground Washery (2011)
- A Trio of Tolerable Tales
  - Deutsch: Drei drollige Dramen. Mit Illustrationen von Dušan Petričić. Aus dem Englischen von Ebi Naumann. Dörlemann, Zürich 2021, ISBN 978-3-908778-87-5.